# Bansi
Bansi (en hindi : बांसी) est une ville de l'État de l'Uttar Pradesh en Inde.

## Géographie
La ville est sur la rive droite de la Rapti Nadi, à 50 km au nord de Basti, 65 km au nord-ouest de Gorakhpur et 600 km à l'est de New Delhi. Elle est à 32 km au sud de la frontière népalaise. Elle est peuplée de 41 057 habitants. La population est aux deux tiers hindoue et au tiers musulmane.
Elle fait partie du district de Sidhartha Nagar, dans la division de Basti, en Uttar Pradesh.
Le site archéologique de Piprâwâ est situé sur le territoire de son tehsil.